# Gary/Chicago International Airport

i7
i11
i13
Der Gary/Chicago International Airport (IATA-Code: GYY, ICAO-Code: KGYY) ist der Flughafen von Gary, im Bundesstaat Indiana der Vereinigten Staaten. Der Flughafen liegt fünf Kilometer nordwestlich der Stadtmitte von Gary und 40 Kilometer südöstlich von Downtown Chicago. Er bedient die Metropolregion Chicago.

## Fluggesellschaften und Ziele
Seit Beginn der 1990er Jahre unterhielten jeweils nur für kurze Zeiträume Casino Express, Pan American, Southeast Airlines Linienverbindungen zu diversen nationalen Zielen, darunter St. Petersburg (Florida), Orlando (Florida), Sanford (Florida) und Las Vegas. Am 15. Februar 2012 nahm Allegiant Air eine Linienverbindung nach Sanford auf. Es ist die erste Linienverbindung ab Gary in drei Jahren.
Daneben finden Charterflüge zu Casinos z. B. in Atlantic City (New Jersey) oder Biloxi (Mississippi) statt.

## Verkehrsanbindung
Der Flughafen liegt in der Nähe der I-65 und der I-80. Die Innenstadt von Chicago ist über die I-90 und die I-94 zu erreichen.
In die Stadt Gary besteht eine Busverbindung der Gary Public Transportation Corp.
Außerdem fahren die Nahverkehrszüge der South Shore Line von Chicago aus den Flughafen an. Der Bahnhof liegt ungefähr 2,4 Kilometer südöstlich des Flughafens.

## Ausstattung
Die Landebahn 30 verfügt über ein Instrumentenlandesystem (ILS).

## Zwischenfälle
- Am 24. September 1973 wurde eine Lockheed L-1049H Super Constellation der US-amerikanischen Holy Nation of Islam Inc (Luftfahrzeugkennzeichen N566E) bei der Landung auf dem Flughafen Gary Regional nicht genügend abgefangen, was zu einer sehr harten Landung führte. Dabei brach das linke Hauptfahrwerk zusammen. Bei dem daraufhin ausgebrochenen Feuer wurde das Flugzeug irreparabel beschädigt. Alle 5 Besatzungsmitglieder, die einzigen Insassen auf dem Frachtflug, überlebten den Unfall.[9]